# Региональная лига Австрии по футболу
Австрийская Региональная Лига по футболу является третьим футбольным дивизионом Австрии по футболу после Бундеслиги и Второй лиги. Разделена на три зоны: Запад, Центр и Восток.
Соревнования проводятся с 1950 года. С того времени лига несколько раз меняла названия. С 1950 года по 1960 лига делилась на Тоернлигу и Альберглигу. В Тоернлиге играли клубы из восточной и центральной частей Австрии, а в Альберглиге команды, представляющие западную Австрию.
Шварц-Вайс-Брегенц побеждал в Регионлиге Австрии 9 раз.

## Региональная лига — Восток

Логотип Восточной региональной лиги

С 1950 по 1960 годы клубы из восточной Австрии играли в Тауернлиге. В 1960 году Тауернлига была разделена на Восток и Центр.

### Текущий состав
- Рапид-II
- Кремс
- Донауфельд Виен
- Аустрия-II
- Винер Виктория
- Трайскирхен
- Мархфельд Донауауэн
- Леобендорф
- Винер Шпорт-Клуб
- Ардаггер
- Электра
- Нойзидль-ам-Зе
- Оберварт
- Фаворитнер
- Драсбург
- Мауэрверк

## Региональная лига — Центр

Логотип Центральной региональной лиги

### Текущий состав
- ЛАСК
- Блау-Вайсс
- Пашинг
- Аустрия Клагенфурт
- САК Клагенфурт
- Штурм — 2
- Валлерн
- Унион Санкт-Флориан
- Унион Фоклемаркт
- Лафриц
- Форвертс
- Филлах
- Аллерхайлиген
- Калсдорф
- Вольфсберг — 2
- Капфенберг

## Региональная лига — Запад

Логотип Западной региональной лиги

С 1950 по 1960 годы называлась Альберглига, а в 1975—1980 годах — Альпенлига.

### Текущий состав
- Ред Булл — 2
- Аустрия Зальцбург
- Ваккер — 2
- Сваровски Ваттенс
- Санкт-Йохан-им-Понгау
- Райндорф — 2
- Ноймаркт-ам-Валлерзе
- Швац
- Зекирхен
- Куфштайн
- Шварц-Вайс Брегенц
- Хёхст
- Хард
- Ойгендорф
- Дорнбирн-1913
- Вальс-Грюнау